# Lars Modig
Lars Modig, född 23 januari 1964, är en svensk ishockeyspelare. Han har bland annat varit back i Luleå Hockeyförenings A-lag. 
Han vann SM-guld 1996 och efter det flyttade han till Frankrike där han spelade med sin bror Olov Modig. 
Totalt blev det 115 poäng på 395 matcher i Luleå HF:s lag. Efter att han lagt skridskorna på hyllan var han assisterande tränare till Ulf Taavola under två säsonger. Idag är han aktiv i föreningen genom sportrådet där han är med och tar sportsliga beslut om bland annat värvningar och kontrakt. Lars Modig har även en  brorson, målvakten Mattias Modig som spelar för Boden HF i Division 2.